# Hyperstrotia aenea
Hyperstrotia aenea är en fjärilsart som beskrevs av Swinhoe 1884. Hyperstrotia aenea ingår i släktet Hyperstrotia och familjen nattflyn. Inga underarter finns listade i Catalogue of Life.